# Saulo Ferreira Silva
Saulo Ferreira Silva (Belo Horizonte, 20 aprile 1995) è un calciatore brasiliano, portiere dell'Ituano.

## Carriera
Cresciuto nelle giovanili del Botafogo, ha esordito il 24 marzo 2017 in occasione del match del Campionato Carioca perso 3-2 contro il Fluminense.

## Statistiche

### Presenze e reti nei club
Statistiche aggiornate al 12 agosto 2018.
| Stagione        | Squadra         | Campionato      | Campionato | Campionato | Coppe nazionali | Coppe nazionali | Coppe nazionali | Coppe continentali | Coppe continentali | Coppe continentali | Altre coppe | Altre coppe | Altre coppe | Totale | Totale | Totale |
| Stagione        | Squadra         | Comp            | Pres       | Reti       | Comp            | Pres            | Reti            | Comp               | Pres               | Reti               | Comp        | Pres        | Reti        | Pres   | Reti   |        |
| --------------- | --------------- | --------------- | ---------- | ---------- | --------------- | --------------- | --------------- | ------------------ | ------------------ | ------------------ | ----------- | ----------- | ----------- | ------ | ------ | ------ |
| 2017            | Botafogo        | A/RJ+A          | 2+0        | -3         | CB              | 0               | 0               | CL                 | 0                  | 0                  |             | -           | -           | 2      | -3     |        |
| 2018            | Botafogo        | A/RJ+A          | 0+5        | -4         | CB              | 0               | 0               | CS                 | 1                  | -2                 |             | -           | -           | 6      | -6     |        |
| Totale carriera | Totale carriera | Totale carriera | 7          | -7         |                 | 0               | 0               |                    | 1                  | -2                 |             | -           | -           | 8      | -9     |        |